# 水戸地方検察庁
水戸地方検察庁（みとちほうけんさつちょう）は、茨城県水戸市にある日本の地方検察庁の一つで、茨城県を管轄している。略称は、水戸地検（みとちけん）。日立、土浦、龍ケ崎、麻生、下妻に支部を置いている。

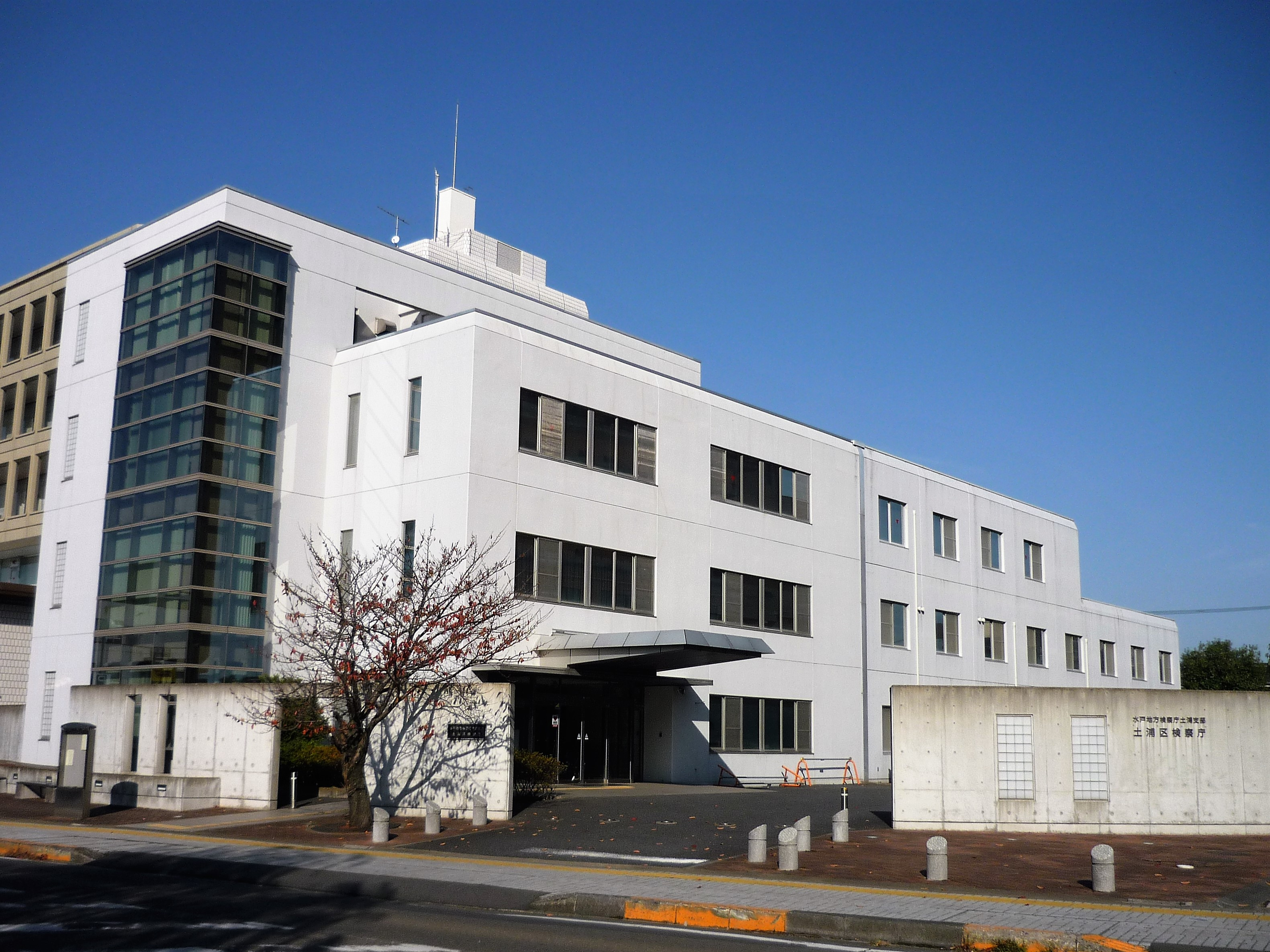
土浦支部・土浦区検察庁

茨城県を管轄しており、水戸市に設置されている本庁のほか、日立・土浦・龍ケ崎・麻生・下妻に支部を設置している。

## 所在地
- 本庁 - 水戸市北見町1-1　北緯36度22分37.4秒 東経140度28分41.8秒 / 北緯36.377056度 東経140.478278度
JR常磐線・水郡線・鹿島臨海鉄道 水戸駅（北口）から徒歩11分
  - 庁舎新築工事のため、2015年（平成27年）7月21日より北見町1番11号（北緯36度22分40.1秒 東経140度28分36.9秒 / 北緯36.377806度 東経140.476917度）の仮庁舎で執務している[1][2]。
- 日立支部 - 日立市弁天町2丁目13-15　北緯36度35分24秒 東経140度39分13.1秒 / 北緯36.59000度 東経140.653639度
JR常磐線 日立駅（中央口）から徒歩15分
- 土浦支部 - 土浦市中央2丁目16-7　北緯36度5分9.2秒 東経140度11分55.5秒 / 北緯36.085889度 東経140.198750度
JR常磐線 土浦駅（西口）から徒歩15分
- 龍ケ崎支部 - 龍ケ崎市4918　北緯35度54分13.6秒 東経140度11分35.8秒 / 北緯35.903778度 東経140.193278度
関東鉄道竜ヶ崎線 竜ヶ崎駅から徒歩20分
- 麻生支部 - 行方市麻生143　北緯35度59分11.6秒 東経140度29分4.2秒 / 北緯35.986556度 東経140.484500度
JR鹿島線 潮来駅から車，タクシーで約20分
- 下妻支部 - 下妻市下妻乙124-2　北緯36度11分14.1秒 東経139度57分37.8秒 / 北緯36.187250度 東経139.960500度
関東鉄道常総線 下妻駅から徒歩15分

## 管轄
- 本庁
  - 水戸区検察庁（水戸市・ひたちなか市・那珂市・鉾田市・小美玉市（小川支所・美野里支所の所管区域）・那珂郡・久慈郡・東茨城郡（城里町のうち、七会支所の所管区域を除く））
  - 石岡区検察庁（石岡市・かすみがうら市（千代田支所の所管区域）・小美玉市（玉里支所の所管区域））
  - 笠間区検察庁（笠間市・桜川市（岩瀬支所の所管区域）・東茨城郡城里町（七会支所の所管区域））
  - 常陸太田区検察庁（常陸太田市・常陸大宮市）
- 日立支部
  - 日立区検察庁（日立市・高萩市・北茨城市）
- 土浦支部
  - 土浦区検察庁（土浦市・つくば市・つくばみらい市・かすみがうら市（霞ヶ浦支所の所管区域）・稲敷郡（阿見町、美浦村））
  - 取手区検察庁（取手市・守谷市・北相馬郡）
- 龍ケ崎支部
  - 龍ケ崎区検察庁（龍ケ崎市・牛久市・稲敷市・稲敷郡（河内町））
- 麻生支部
  - 麻生区検察庁（鹿嶋市・潮来市・神栖市・行方市）
- 下妻支部
  - 下妻区検察庁（下妻市・常総市・結城郡）
  - 下館区検察庁（筑西市・結城市・桜川市（岩瀬支所の所管区域を除く区域））
  - 古河区検察庁（古河市・坂東市・猿島郡）

## 不祥事
- 茨城県内の裁判所において、執行猶予が付けられない刑について誤って執行猶予を付けてしまったことが、2013年7月に明らかになったが、この際、水戸地検も誤りに気付かないまま控訴せず、違法な状態で判決が確定している。同地検は2010年5月19日付で職員を厳重注意処分としたが、報道されるまで公表していなかった[3]。